# Салат фрогай
Салат фрогай (англ. frogeye salad, frog-eye salad, frog's eye salad — салат «лягушачий глаз») — разновидность сладкого салата с макаронами (десертный салат), приготовленного из маленьких круглых макарон ачини ди пепе (acini di pepe), взбитых сливок и яичных желтков. Часто добавляют фрукты, такие как мандарины и ананасы, иногда посыпают маршмэллоу, что способствует сладости и дополнительному вкусу. Юмористическое название возникло из-за макарон, похожих на глаза лягушки.
Салат «лягушачий глаз» — традиционный десерт в Айдахо, Юте и соседних с ними штатах (в так называемом «мормонском коридоре»), особенно среди членов церкви Иисуса Христа Святых последних дней.